# Szirtes Balázs
Szirtes Balázs (Budapest, 1975. szeptember 20.– ) magyar színész.

## Élete
1998-ban végzett a Színház és Filmművészeti Főiskolán, Benedek Miklós osztályában. Negyedévesen a Szolnoki Szigligeti Színház társulatába Schwajda György szerződtette, aki rögtön jelentős szerepekkel bízta meg. Még két évadot töltött a Szigligeti Színház kötelékében, összesen 9 bemutatóval. Schwajda távozásakor ő is távozott a társulatból és szabadúszóként folytatta a pályát. Azóta főleg budapesti színházakban szerepel, de sokat utazik vidéki városokba is egy-egy utazó produkció előadásával.
A színházi munka mellett, televíziós sorozatok főszerepeiben is feltűnt egy-egy évadban: 2000-ben a Kisvárosban, Sípos hadnagy szerepében láthatta a közönség, 2006-ban a Jóban Rosszban című napi sorozatban Dr. Mányoki Bálintot alakította.
2010-ben a MAB című, műfajában Magyarországon úttörőnek számító thriller web-sorozatban játszotta Lendvai Dani szerepét.
Rendszeres közreműködő a Magyar Rádió hangjátékaiban és szinkron szerepekben is hallható.
Jelenleg[mikor?] a budapesti Centrál Színház, Pinceszínház, RS9 Színház és a Játékszín produkcióiban játszik.
2018-tól a Színház- és Filmművészeti Egyetem doktori iskolájának hallgatója, témavezetője Hegedűs D. Géza és Karsai György voltak. 2020-ban DLA fokozatot szerzett. 2022-től a Színház- és Filmművészeti Egyetem drámainstruktor szakán osztályvezető tanár.
A Semmelweis Egyetem Testnevelési és Sporttudományi Karán, sportrekreáció- sportoktató szakon is szerzett végzettséget és lett jógaoktató.

## Színházi szerepeiből
A Színházi adattárban regisztrált bemutatóinak száma: 44.
- Schwajda György.: Rátóti legényanya, Jézus
- Shakespeare: Szentivánéji álom, Lysander
- Molnár Ferenc: A hattyú, Ági Miklós
- Arisztophanész: Lüszisztraté, Macsorpheusz
- Eisemann Mihály: Hyppolit, a lakáj, Nagy András
- Emily Brontë–Schwajda György: Üvöltő szelek, Edgar Linton
- Ödön von Horváth: Kasimír és Karoline, Kasimír
- Carlo Goldoni: Két úr szolgája, Florindo
- Alekszandr Nyikolajevics Osztrovszkij: Jövedelmező állás, Belogubov
- Shakespeare: Antonius és Kleopátra, Eros
- Jean Racine: Phaedra, Hyppolitosz
- Victor Hugo: Királyasszony lovagja, Don César
- Molnár Ferenc: Színház (három egyfelvonásos), Bánáti-Litvay-Színigazgató
- Harold Pinter: A gondnok, Aston
- Dosztojevszkij–Andrzej Wajda: Nasztaszja Filippovna, Miskin herceg
- Molière: Tudós nők, Vadius
- Jane Austen: Büszkeség és balítélet, Charles Bingley
- Eisemann Mihály: Hyppolit, a lakáj, Makács Csaba
- Csáth Géza: A Pertics Janika, Boér Kálmán
- Brandon Thomas: Szegény Dániel, Maximin atya
- Fényes Szabolcs–Szenes Iván–André: Lulu, Émile
- James Matthew Barrie: Egyenlőség, Lord Brocklehurst
- Csathó Kálmán: Te csak pipálj, Ladányi!, Darázs Berci
- Vajda Anikó: Szerelmek az égből, David
- Jókai Anna: Fejünk felől a tetőt, Jenci, az albérlő
- Carl Zeller: A madarász, Professzor
- Monty-PythonRÓL, Monty-PythonTÓL – humorest Galla Miklóssal
- Antoine de Saint-Exupéry: A kis herceg – mesemonológ
- Herczeg Ferenc: Kék róka, Trill báró
- Shakespeare: Sok hűhó semmiért, Ferenc barát
- Shakespeare: Hamlet, több szerep
- Micheál macLíammóir: The Importance of Being Oscar, angol nyelvű monodráma
- Dennis Lumborg: Szépkisnap, monodráma
- Christian Gundlach: Batang felé? – Ketten egyedül – tragikomédia két részben, Alex
- Best of – Beszélő levelek, szereplő
- Költészet a'la carte, szereplő
- Bengt Ahlfors: Színházkomédia, Per, színész
- John Godber: Április Párizsban, Al
- Eric Toledano–Olivier Nakache: Életrevalók, szereplő
- John Buchan–Alfred Hitchcock–Patrick Barlow: 39 lépcsőfok, szereplő
- Oscar Wilde: Bunbury, avagy Szilárdnak kell lenni, Oscar, /inas, komornyik, vagy ki /tudja

## Televízió
- Kisváros (2000–2001) ...Sipos hadnagy
- Jóban Rosszban (2005–2006) ...Dr. Mányoki Bálint
- Diplomavadászat (2010)
- Apatigris (2023) ...Misi

## Film
- Magic Boys (2012)
- MAB (2010)

## Díjai és elismerései
- Kránitz Lajos-díj (2020)[4]

## Cd-k és hangoskönyvek
- Szivárványszínű selyemzsinór